# Сантиметр

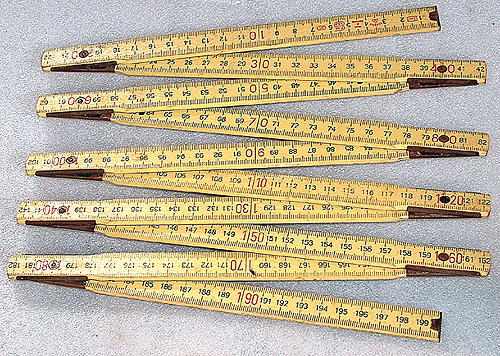
Столярный складной метр с сантиметровыми и миллиметровыми делениями

Сантиме́тр (русское обозначение: см; английское обозначение: cm; устар. стм.) — единица длины в различных метрических системах мер, равная 0,01 метра. В системах СИ, МКГСС, МКС и МТС сантиметр является дольной единицей метра, входящего в группу основных единиц. В системе СГС сантиметр является и единицей длины, и одной из основных единиц системы, а также (в различных вариантах СГС) единицей некоторых электрических и магнитных величин.
- В системе СГСЭ и гауссовой системе сантиметр является единицей электрической ёмкости (в этом качестве называется также статфарадом). В СГСЭ 1 сантиметр ёмкости — электрическая ёмкость шара с радиусом 1 сантиметр, помещённого в вакуум. 1 сантиметр ёмкости = (8,987552…×1011)−1 Ф = 1,11… пФ.[1][2]
- В системе СГСМ и гауссовой системе сантиметр является единицей индуктивности (в этом качестве он называется также абгенри и равен 1 наногенри).
- В системе СГС сантиметр служит в качестве единицы коэффициента трения качения, длины волны, длины свободного пробега, оптической длины пути, фокусного расстояния, комптоновской длины волны, длины волны де Бройля и других физических величин, имеющих размерность длины.

В школьной практике для указания величины сантиметра используют такие подручные «приблизительные эталоны», как две тетрадные клеточки. Сантиметр примерно равен ширине ногтя среднестатистического взрослого человека.

## Соотношение с другими единицами длины
1 сантиметр равен:
- 10 мм или 10000 мкм
- 0,01 м
- 1⁄2,54 дюйма ≈ 0,3937 дюйма (по современному определению, принятому в США, 1 международный дюйм равен 2,54 см точно)[3] или точно 0,3937 дюйма (когда речь идёт о геодезических дюймах).

1 кубический сантиметр равен 1 миллилитру точно (по современному определению литра). Поскольку литр был изначально определён как объём 1 кг воды (при нормальном давлении и температуре +4 °C), то при стандартных условиях масса 1 кубического сантиметра воды примерно равна 1 грамму.

## Другие виды использования
Кроме использования в качестве единицы измерения длины, сантиметр используется:
- в отчетах об уровне осадков, измеряемом осадкомером
- в картах сантиметры используются для преобразования от масштаба карты к реальному мировому масштабу (в километрах)

## Юникод
В целях совместимости с китайскими, японскими и корейскими (CJK) символами в Юникоде существуют символы для:
- сантиметра (см) — код 339D
- квадратного сантиметра (см²) — код 33A0
- кубического сантиметра (см³) — код 33A4

В основном они используются только в Восточной Азии для шрифтов CJK с фиксированной шириной, поскольку они равны по размеру одному китайскому иероглифу.